# Legg Mason Tennis Classic 2009
Legg Mason Tennis Classic 2009 — профессиональный теннисный турнир, в 41-й раз проводившийся в Вашингтоне, США на хардовых кортах. Турнир имеет категорию ATP 500 и входит в цикл турниров US Open Series. Лидером соревнования на турнир приехал Сэм Куэрри. Соревнования были проведены с 1 по 9 августа.
Прошлогодними чемпионами являются:
- Одиночный турнир —  Хуан Мартин дель Потро
- Парный турнир —  Марк Жикель /  Роберт Линстедт.

## US Open Series
К третьей соревновательной неделе борьба за бонусные призовые выглядела следующим образом:
| Место | Игрок                   | Турниров 1 | Побед | Очков |
| ----- | ----------------------- | ---------- | ----- | ----- |
| 1     | Сэм Куэрри              | 2          | 1     | 115   |
| 2     | Робби Джинепри          | 1          | 1     | 70    |
| 3     | Карстен Болл            | 1          | -     | 45    |
| 4     | Джон Изнер              | 2          | -     | 40    |
| 5-7   | Франк Данцевич          | 1          | -     | 25    |
| 5-7   | Томми Хаас              | 1          | -     | 25    |
| 5-7   | Леонардо Майер          | 1          | -     | 25    |
| 8-14  | Алекс Богомолов-младший | 1          | -     | 15    |
| 8-14  | Марди Фиш               | 1          | -     | 15    |
| 8-14  | Марк Жикель             | 1          | -     | 15    |
| 8-14  | Уэйн Одесник            | 1          | -     | 15    |
| 8-14  | Марат Сафин             | 1          | -     | 15    |
| 8-14  | Дуди Села               | 1          | -     | 15    |
| 8-14  | Дмитрий Турсунов        | 1          | -     | 15    |

* — Золотым цветом выделены участники турнира.
1 — Количество турниров серии, в которых данный участник достиг четвертьфинала и выше (ATP 250/500) или 1/8 финала и выше (ATP 1000)

## Соревнования

### Одиночный турнир
Хуан Мартин дель Потро обыграл  Энди Роддика со счётом 3-6, 7-5, 7-6(6).
- дель Потро выигрывает свой второй титул в том сезоне..
- Роддик четвёртый раз в сезоне в финале. В третий раз он проигрывает этот матч.

### Парный турнир
Мартин Дамм /  Роберт Линдстедт обыграли  Марцина Матковского /  Мариуша Фирстенберга со счётом 7-5, 7-6(3).
- Дуэт Линдстедт / Дамм выигрывает третий турнир в году.
- Польский дуэт во второй раз в сезоне в финале и впервые проигрывает его.